# Красноармейское Лесничество
Красноармейское Лесничество — посёлок сельского типа в Наро-Фоминском районе Московской области, в составе сельского поселения Ташировское. Население — 5 чел. (2010), в посёлке числятся 3 садовых товарищества. До 2006 года посёлок входил в состав Ташировского сельского округа.
Посёлок расположен в центральной части района, примерно в 2 км к северу от города Наро-Фоминска, высота центра над уровнем моря 181 м. Ближайшие населённые пункты — Новая в 1,5 км на запад и Иневка в 1,3 км на северо-запад.

## Население
| 2002 | 2006 | 2010 |
| ---- | ---- | ---- |
| 0    | ↗2   | ↗5   |